# Weidach (Feldkirchen-Westerham)
Weidach ist ein Ortsteil der Gemeinde Feldkirchen-Westerham im Landkreis Rosenheim. Die Einöde liegt an der Mangfall zwischen Westerham und Feldolling auf einer Höhe von 538 m ü. NN und hat fünf Einwohner (Stand 31. Dezember 2004).
Weidach ist der Standort einer Papierfabrik des weltweit vertretenen Unternehmens Neenah Gessner (ehemals FiberMark Gessner), in dem Kfz-Filtermedien und Staubsaugerbeutelmedien hergestellt werden. Für die Fabrik hat Weidach einen eigenen Industriegleisanschluss an die Mangfalltalbahn.
Koordinaten: 47° 54′ N, 11° 50′ O